# ISO 3166-2:AL
ISO 3166-2:AL — стандарт Міжнародної організації зі стандартизації, який визначає Геокод. Є частиною стандарту ISO 3166-2, що належать Албанії. Він охоплює 12-ть областей — адміністративні одиниці 1-го рівня, які складаються із 36 округів — адміністративні одиниці 2-го рівня.

## Загальні відомості
Кожен геокод складається з двох частин: коду Alpha2 за стандартом ISO 3166-1 для Албанії — AL та додаткового двосимвольного коду, записаних через дефіс. Додатковий двосимвольний код утворений: для областей — двозначним числом, для округів — двома літерами, співзвучних абревіатурі англійської назви округу. Геокоди областей та округів є підмножиною коду домену верхнього рівня — AL, присвоєного Албанії відповідно до стандартів ISO 3166-1.

## Геокоди Албанії першого рівня
Геокоди 12-ти областей адміністративно-територіального поділу Албанії.
| Геокод | Адміністративна одиниця | Статус  |
| ------ | ----------------------- | ------- |
| AL-01  | Берат                   | область |
| AL-02  | Дуррес                  | область |
| AL-03  | Ельбасан                | область |
| AL-04  | Фієр                    | область |
| AL-05  | Гірокастра              | область |
| AL-06  | Корча                   | область |
| AL-07  | Кукес                   | область |
| AL-08  | Леже                    | область |
| AL-09  | Дібер                   | область |
| AL-10  | Шкодер                  | область |
| AL-11  | Тирана                  | область |
| AL-12  | Вльора                  | область |

## Геокоди Албанії другого рівня
Геокоди 36-ти округів адміністративно-територіального поділу Албанії.
| Геокод | Адміністративна одиниця | Статус | У складі |
| ------ | ----------------------- | ------ | -------- |
| AL-BR  | Берат                   | округ  | AL-01    |
| AL-KC  | Кучова                  | округ  | AL-01    |
| AL-SK  | Скрапари                | округ  | AL-01    |
| AL-DR  | Дуррес                  | округ  | AL-02    |
| AL-KR  | Круя                    | округ  | AL-02    |
| AL-GR  | Грамш                   | округ  | AL-03    |
| AL-EL  | Ельбасан                | округ  | AL-03    |
| AL-LB  | Лібражд                 | округ  | AL-03    |
| AL-PQ  | Пекіні                  | округ  | AL-03    |
| AL-LU  | Люшня                   | округ  | AL-04    |
| AL-MK  | Малакастра              | округ  | AL-04    |
| AL-FR  | Фієр                    | округ  | AL-04    |
| AL-GJ  | Гірокастра              | округ  | AL-05    |
| AL-PR  | Пермет                  | округ  | AL-05    |
| AL-TE  | Тепелена                | округ  | AL-05    |
| AL-DV  | Девол                   | округ  | AL-06    |
| AL-ER  | Колонья                 | округ  | AL-06    |
| AL-KO  | Корча                   | округ  | AL-06    |
| AL-PG  | Поградец                | округ  | AL-06    |
| AL-KU  | Кукес                   | округ  | AL-07    |
| AL-TP  | Тропоя                  | округ  | AL-07    |
| AL-HA  | Хас                     | округ  | AL-07    |
| AL-KB  | Курбін                  | округ  | AL-08    |
| AL-LE  | Леже                    | округ  | AL-08    |
| AL-MR  | Мірдіта                 | округ  | AL-08    |
| AL-BU  | Булькіза                | округ  | AL-09    |
| AL-DI  | Дібра                   | округ  | AL-09    |
| AL-MT  | Мат                     | округ  | AL-09    |
| AL-MM  | Малесія-е-Маді          | округ  | AL-10    |
| AL-PU  | Пука                    | округ  | AL-10    |
| AL-SH  | Шкодер                  | округ  | AL-10    |
| AL-KA  | Кавая                   | округ  | AL-11    |
| AL-TR  | Тирана                  | округ  | AL-11    |
| AL-VL  | Вльора                  | округ  | AL-12    |
| AL-DL  | Дельвіна                | округ  | AL-12    |
| AL-SR  | Саранда                 | округ  | AL-12    |

## Геокоди прикордонних для Албанії держав
- Чорногорія — ISO 3166-2:ME (на північному заході),
- Сербія — ISO 3166-2:RS (на північному сході),
- Північна Македонія — ISO 3166-2:MK (на сході),
- Греція — ISO 3166-2:GR (на південному сході),
- Італія — ISO 3166-2:IT (на заході, морський кордон).